# Kujan
Kujan – wieś krajeńska w Polsce, położona w województwie wielkopolskim, w powiecie złotowskim, w gminie Zakrzewo, przy trasie drogi wojewódzkiej nr 189.
| SIMC    | Nazwa       | Rodzaj                 |
| ------- | ----------- | ---------------------- |
| 0533877 | Kujanki     | część wsi (do 2023 r.) |
| 0533883 | Wierzchołek | część wsi              |

W latach 1975–1998 wieś administracyjnie należała do województwa pilskiego.
We wsi była stacja kolejowa Kujan.